# Чернечек
Чернечек — посёлок в Брасовском районе Брянской области, в составе Веребского сельского поселения. 
 Расположен в 1 км к юго-востоку от деревни Лубенск, в 1 км от границы с Орловской областью. 
 Население — 9 человек (2010).
Возник в 1920-е годы; до 1960 г. входил в состав Пионерского сельсовета.
| Годы      | 1979 | 1989 | 2002 | 2010 |
| --------- | ---- | ---- | ---- | ---- |
| Население | 64   | 36   | 18   | 9    |